# Інкультурація
Інкультурація — процес входження індивіда в культуру, оволодіння етнокультурним досвідом.
Основний зміст інкультурації полягає в засвоєнні особливостей мислення й дій, моделей поведінки, які становлять культуру. Інкультурацію слід відрізняти від соціалізації — освоєння в дитячому віці загальнолюдського способу життєдіяльності. Насправді ці процеси співіснують, розвиваються одночасно й реалізуються в конкретно-історичній формі.